# Max 2
 Pour plus de détails, voir Fiche technique et Distribution
Max 2 est un film pornographique français réalisé par Fred Coppula et sorti en 2001 avec en vedette Ian Scott et Clara Morgane. C'est le second opus mettant en scène le personnage de Max le Magnifique, le célèbre « sérial-niqueur ». L'histoire, sous forme de faux documentaire, se déroule un an après les événements du premier opus : Max, portrait d'un serial-niqueur.

## Synopsis
À la suite du départ de Sophie, le caméraman Fred et le perchman Steve engagent la candide Clara Morgane pour faire un nouveau reportage sur le célèbre « sérial-niqueur Max le Magnifique » (alias Ian Scott). Mais à Los Angeles, tout ne se passe pas comme prévu et les reporters n'arrivent pas à réaliser le documentaire comme ils l'entendent. Clara décide de ruser et de ramener coûte que coûte Max à Paris afin d'illustrer pour la postérité ses nouveaux exploits phalliques.

## Fiche technique
- Titre : Max 2
- Titre original : Max 2 Collector
- Réalisation : Fred Coppula
- Société de production : Blue One
- Pays d'origine :  France
- Durée : 91 minutes
- Dates de sortie :
  -  France : 2001
- Classification :
  -  France : interdit aux moins de 18 ans

## Distribution
- Ian Scott : Max le Magnifique
- Clara Morgane : Clara, la journaliste
- Fred Coppula : Fred, le caméraman
- Sebastian Barrio : Stéphane/Steve, le perchman
- Inari Vachs : l'Américaine (scène de la piscine)
- Nikita Denise : cliente de Max
- Greg Centauro : Greg, le cousin
- Estelle Desanges : Estelle, l'infidèle
- Ève Delage : Éva, la quadragénaire
- Sofie : Mme Michu
- Sophie Evans : Sophie, l'exhibitionniste
- Patrice Cabanel : chef de chantier
- Delfynn Delage : Delphine, la randonneuse
- Claudia Jamsson : Claudia, la noctambule
- Reda : ami de Max
- Alexandra : amie de Steve
- Ksandra : la surprise

## Victimes
Les « victimes » sont toutes consentantes dans le film. L'allusion à victime n'est là que pour aller avec le terme « serial-niqueur » qui colle à la peau de Max.
- Inari : succombe aux charmes de Max avant l'arrivée de l'équipe de reportage à Los Angeles. Steve ira prêter main-forte à Max pour satisfaire la demoiselle.
- Nikita : cliente de Max, dernière victime à Los Angeles.
- Éva : ex-victime de Max sur Paris, il retourne la voir pour la surprendre.
- Mme Michu : amie de Éva présente lors de la visite de Max, elle est au centre des ébats entre Max, Greg et Ève.
- Sophie : accompagne Max et l'équipe de tournage sur un chantier avant de succomber au serial-niqueur.
- Delphine : rencontrée après que Max ait semé Clara Morgane à vélo. Lorsque l'équipe retrouve Max, Steve se joindra au couple.
- Claudia : Max retrouve son ami Reda qui lui propose un trio avec cette dernière.
- Clara : accepte dans un premier temps de coucher avec Max afin qu'il donne son accord pour la diffusion du reportage avant de le lâcher au dernier moment pour Greg.
- Estelle : en apprenant que son copain Greg a couché avec Clara, cette dernière accepte de coucher avec Max.
- Alexandra : séduit Max à la demande de Steve afin de terminer le reportage sur ce dernier qui avait décidé de tout arrêter à la suite de sa dispute avec Greg.
- K. Sandra : Reda lui propose un nouveau trio avec cette fille. Clara, Fred et Steve découvrent que Max est bisexuel.

## Anecdotes
- Lorsque Fred et Steve perdent Max et Clara dans la forêt, ils se mettent à courir de la même manière que dans le film Le Projet Blair Witch. De même, dans la scène suivante, lorsque Steve parle à Fred, la caméra est orientée comme lorsque Heather Donahue est seule et paniquée avec sa caméra.
- Compte tenu que Clara Morgane refusait à l'époque de coucher avec un autre partenaire masculin que son compagnon Greg Centauro, Fred Coppula a décidé que Clara ne ferait que chauffer Max avant de le laisser en plan pour son cousin, Greg.
- Un troisième film vient conclure ces reportages sur Maximilien le Magnifique :  Max 3 : Retour du Serial-Niqueur.